# Franz Gürtner
Franz Gürtner, född 26 augusti 1881 i Regensburg, död 29 januari 1941 i Berlin, var en tysk jurist och politiker (tysknationalist), justitieminister i Bayern 1922–1932, i Tyska riket från 1932 till sin död. 

## Biografi
Gürtner var ombudsman i en bryggerikoncern fram till 1909, då han fick anställning i bayerska justitieministeriet, innan han 1922 blev dess justitieminister. Som tysknationalist sympatiserade Gürtner med högerextremister och verkade för en mild dom för Adolf Hitler i dennes rättegång 1924. Han utsågs 1932 senare till justitieminister i Franz von Papens regering, en post han behöll under Kurt von Schleicher och Adolf Hitler till sin död. Gürtner protesterade ihärdigt mot förhållandena i koncentrationsläger men bidrog genom att ingå i Hitlers regering till att ge en legitim bild av regimen, bland annat efter utrensningarna sommaren 1934, som han själv överlevde. Han betecknade morden som ”statsnödvärn” (”Staatsnotwehr”). Gürtner avled i januari 1941, under det pågående andra världskriget.